# Coppa Davis 2025
La Coppa Davis 2025 è la 113ª edizione del torneo mondiale tra squadre nazionali di tennis maschile.
La nazione campione in carica è l'Italia.
A partire da questa edizione, la fase a gruppi di settembre è sostituita da un secondo turno di qualificazione, composto da sette sfide dirette. Le sette squadre vincitrici, si uniranno alla nazionale ospitante nelle Final 8 di novembre.

## Final 8
Data: 18-23 novembre 2025
Luogo: Unipol Arena, Bologna, Italia
Superficie: cemento indoor
| Partecipanti                                    | Partecipanti | Partecipanti | Partecipanti |
| Italia (TH) (H)                                 |              |              |              |
| ----------------------------------------------- | ------------ | ------------ | ------------ |
| H = Paesi ospitanti, TH = Detentrice del titolo |              |              |              |

## Qualificazioni

### Tabellone
|  | Primo turno | Primo turno | Primo turno |           |   | Secondo turno | Secondo turno | Secondo turno |  |
|  |             |             |             |           |   |               |               |               |  |
|  |             | Norvegia    | 2           |           |   |               |               |               |  |
|  |             | Norvegia    | 2           |           |   |               |               |               |  |
|  | 14          | Argentina   | 3           |           |   |               |               |               |  |
|  | 14          | Argentina   | 3           |           | 1 | Paesi Bassi   |               |               |  |
|  |             |             |             |           | 1 | Paesi Bassi   |               |               |  |
|  |             |             | 14          | Argentina |   |               |               |               |  |

|  | Primo turno | Primo turno | Primo turno |        |           | Secondo turno | Secondo turno | Secondo turno |  |
|  |             |             |             |        |           |               |               |               |  |
|  | 2           | Australia   | 3           |        |           |               |               |               |  |
|  | 2           | Australia   | 3           |        |           |               |               |               |  |
|  |             | Svezia      | 1           |        |           |               |               |               |  |
|  |             | Svezia      | 1           | 2      | Australia |               |               |               |  |
|  |             |             |             | 2      | Australia |               |               |               |  |
|  |             |             | 13          | Belgio |           |               |               |               |  |
|  |             | Cile        | 13          | Belgio | 1         |               |               |               |  |
|  |             |             |             |        |           |               |               |               |  |
|  | 13          | Belgio      | 3           |        |           |               |               |               |  |

|  | Primo turno | Primo turno | Primo turno |          |  | Secondo turno | Secondo turno | Secondo turno |  |
|  |             |             |             |          |  |               |               |               |  |
|  | 3           | Canada      | 2           |          |  |               |               |               |  |
|  | 3           | Canada      | 2           |          |  |               |               |               |  |
|  |             | Ungheria    | 3           |          |  |               |               |               |  |
|  |             | Ungheria    | 3           | Ungheria |  |               |               |               |  |
|  |             |             |             |          |  |               |               |               |  |
|  |             |             |             | Austria  |  |               |               |               |  |
|  |             | Austria     | 4           |          |  |               |               |               |  |
|  |             |             |             |          |  |               |               |               |  |
|  | 12          | Finlandia   | 0           |          |  |               |               |               |  |

|  | Primo turno | Primo turno | Primo turno |          |          | Secondo turno | Secondo turno | Secondo turno |  |
|  |             |             |             |          |          |               |               |               |  |
|  | 4           | Germania    | 3           |          |          |               |               |               |  |
|  | 4           | Germania    | 3           |          |          |               |               |               |  |
|  |             | Israele     | 1           |          |          |               |               |               |  |
|  |             | Israele     | 1           | 4        | Germania |               |               |               |  |
|  |             |             |             | 4        | Germania |               |               |               |  |
|  |             |             |             | Giappone |          |               |               |               |  |
|  |             | Giappone    | 3           |          |          |               |               |               |  |
|  |             |             |             |          |          |               |               |               |  |
|  | 11          | Regno Unito | 2           |          |          |               |               |               |  |

|  | Primo turno | Primo turno   | Primo turno |           |             | Secondo turno | Secondo turno | Secondo turno |  |
|  |             |               |             |           |             |               |               |               |  |
|  | 5           | Stati Uniti   | 4           |           |             |               |               |               |  |
|  | 5           | Stati Uniti   | 4           |           |             |               |               |               |  |
|  |             | Taipei cinese | 0           |           |             |               |               |               |  |
|  |             | Taipei cinese | 0           | 5         | Stati Uniti |               |               |               |  |
|  |             |               |             | 5         | Stati Uniti |               |               |               |  |
|  |             |               | 10          | Rep. Ceca |             |               |               |               |  |
|  |             | Corea del Sud | 10          | Rep. Ceca | 0           |               |               |               |  |
|  |             |               |             |           |             |               |               |               |  |
|  | 10          | Rep. Ceca     | 4           |           |             |               |               |               |  |

|  | Primo turno | Primo turno | Primo turno |           |   | Secondo turno | Secondo turno | Secondo turno |  |
|  |             |             |             |           |   |               |               |               |  |
|  | 6           | Serbia      | 2           |           |   |               |               |               |  |
|  | 6           | Serbia      | 2           |           |   |               |               |               |  |
|  |             | Danimarca   | 3           |           |   |               |               |               |  |
|  |             | Danimarca   | 3           | Danimarca |   |               |               |               |  |
|  |             |             |             |           |   |               |               |               |  |
|  |             |             | 9           | Spagna    |   |               |               |               |  |
|  |             | Svizzera    | 9           | Spagna    | 1 |               |               |               |  |
|  |             |             |             |           |   |               |               |               |  |
|  | 9           | Spagna      | 3           |           |   |               |               |               |  |

|  | Primo turno | Primo turno | Primo turno |         |         | Secondo turno | Secondo turno | Secondo turno |  |
|  |             |             |             |         |         |               |               |               |  |
|  | 7           | Croazia     | 3           |         |         |               |               |               |  |
|  | 7           | Croazia     | 3           |         |         |               |               |               |  |
|  |             | Slovacchia  | 1           |         |         |               |               |               |  |
|  |             | Slovacchia  | 1           | 7       | Croazia |               |               |               |  |
|  |             |             |             | 7       | Croazia |               |               |               |  |
|  |             |             | 8           | Francia |         |               |               |               |  |
|  |             | Brasile     | 8           | Francia | 0       |               |               |               |  |
|  |             |             |             |         |         |               |               |               |  |
|  | 8           | Francia     | 4           |         |         |               |               |               |  |

### Secondo turno
Data: 12-14 settembre 2025 

Le squadre ammesse alle qualificazioni per le Final 8 sono 14:
- La seconda classificata della Coppa Davis 2024[1]
- Le 13 squadre vincitrici del primo turno di qualificazione di gennaio-febbraio 2025

Le 7 squadre vincitrici delle sfide casa-trasferta disputeranno le Final 8 insieme alla nazionale ospitante.
| Squadra di casa | Punteggio | Squadra ospite | Luogo | Stadio | Superficie |
| --------------- | --------- | -------------- | ----- | ------ | ---------- |
| Paesi Bassi [1] | –         | Argentina [14] |       |        |            |
| Australia [2]   | –         | Belgio [13]    |       |        |            |
| Ungheria        | –         | Austria        |       |        |            |
| Giappone        | –         | Germania [4]   |       |        |            |
| Stati Uniti [5] | –         | Rep. Ceca [10] |       |        |            |
| Spagna [9]      | –         | Danimarca      |       |        |            |
| Croazia [7]     | –         | Francia [8]    |       |        |            |

### Primo turno
Data: 31 gennaio - 2 febbraio 2025 

Le squadre ammesse al primo turno di qualificazione sono 26:
- 14 squadre classificatesi tra la 2ª e la 16ª posizione nella Coppa Davis 2024 (esclusa la nazione che ospiterà le Final 8)[1]
- 12 squadre vincitrici del turno principale del Gruppo Mondiale I 2024

Le 13 squadre vincitrici delle sfide casa-trasferta avanzeranno al secondo turno di qualificazione, mentre le 13 squadre sconfitte giocheranno il turno principale del Gruppo Mondiale I 2025.

#### Squadre partecipanti
Tra parentesi la posizione occupata nella classifica a squadre di Coppa Davis il 25 novembre 2024.
Teste di serie
- Australia (#2)
- Canada (#3)
- Germania (#5)
- Stati Uniti (#6)
- Serbia (#7)
- Croazia (#8)
- Francia (#9)
- Spagna (#10)
- Rep. Ceca (#11)
- Regno Unito (#12)
- Finlandia (#13)
- Belgio (#14)
- Argentina (#15)

Non teste di serie
- Cile (#16)
- Brasile (#17)
- Slovacchia (#18)
- Corea del Sud (#19)
- Svezia (#20)
- Ungheria (#22)
- Svizzera (#23)
- Austria (#24)
- Danimarca (#25)
- Taipei cinese (#27)
- Israele (#28)
- Giappone (#29)
- Norvegia (#31)

#### Incontri
| Squadra di casa | Punteggio | Squadra ospite   | Luogo             | Stadio                | Superficie      |
| --------------- | --------- | ---------------- | ----------------- | --------------------- | --------------- |
| Svezia          | 1–3       | Australia [1]    | Stoccolma         | Kungliga tennishallen | Cemento (i)     |
| Canada [2]      | 2–3       | Ungheria         | Montréal          | Stade IGA             | Cemento (i)     |
| Israele         | 1–3       | Germania [3]     | Vilnius, Lituania | SEB Arena             | Cemento (i)     |
| Taipei cinese   | 0–4       | Stati Uniti [4]  | Taipei            | Taipei Tennis Center  | Cemento (i)     |
| Danimarca       | 3–2       | Serbia [5]       | Copenaghen        | Royal Arena           | Cemento (i)     |
| Croazia [6]     | 3–1       | Slovacchia       | Osijek            | Gradski vrt Hall      | Cemento (i)     |
| Francia [7]     | 4–0       | Brasile          | Orléans           | Palais des Sports     | Cemento (i)     |
| Svizzera        | 1–3       | Spagna [8]       | Bienne            | Swiss Tennis Arena    | Cemento (i)     |
| Rep. Ceca [9]   | 4–0       | Corea del Sud    | Ostrava           | RT Torax Arena        | Cemento (i)     |
| Giappone        | 3–2       | Regno Unito [10] | Miki              | Bourbon Beans Dome    | Cemento (i)     |
| Austria         | 4–0       | Finlandia [11]   | Schwechat         | Multiversum Schwechat | Terra rossa (i) |
| Belgio [12]     | 3–1       | Cile             | Hasselt           | Sporthal Alverberg    | Cemento (i)     |
| Norvegia        | 2–3       | Argentina [13]   | Fjellhamar        | Fjellhamar Arena      | Cemento (i)     |

## Gruppo Mondiale I

### Turno principale
Data: 12-14 settembre 2025
Le squadre ammesse al turno principale del Gruppo Mondiale I sono 26:
- 13 squadre sconfitte dal Primo Turno di qualificazione 2025
- 13 squadre vincitrici dal playoff del Gruppo Mondiale I 2025

Le 13 squadre vincitrici giocheranno il Primo turno di qualificazione 2026, mentre le 13 squadre sconfitte parteciperanno al playoff del Gruppo Mondiale I 2026.

### Play-off
Data: 31 gennaio - 2 febbraio 2025
Le squadre ammesse al playoff del Gruppo Mondiale I sono 26:
- 12 squadre sconfitte dal Gruppo Mondiale I 2024
- 12 squadre vincitrici dal turno principale del Gruppo Mondiale II 2024
- 2 squadre con il ranking più alto tra le sconfitte del Gruppo Mondiale II 2024 (Messico e Pakistan)

Le 13 squadre vincitrici avanzeranno al turno principale del Gruppo Mondiale I 2025, mentre le 13 squadre sconfitte giocheranno il turno principale del Gruppo Mondiale II 2025.
Tra parentesi la posizione occupata nella classifica a squadre di Coppa Davis il 18 settembre 2024.
Teste di serie
1. Kazakistan (#21)
2. Portogallo (#26)
3. Bosnia ed Erzegovina (#30)
4. Colombia (#32)
5. Turchia (#33)
6. Perù (#34)
7. Ucraina (#35)
8. Ecuador (#36)
9. Romania (#37)
10. India (#38)
11. Grecia (#39)
12. Lituania (#40)
13. Polonia (#41)

Non teste di serie
- Uzbekistan (#36)
- Bulgaria (#43)
- Egitto (#44)
- Uruguay (#45)
- Libano (#T46)
- Messico (#T46)
- Pakistan (#T46)
- Monaco (#51)
- Barbados (#53)
- Lussemburgo (#T54)
- Tunisia (#56)
- Georgia (#61)
- Togo (#73)

| Squadra di casa | Punteggio | Squadra ospite           | Luogo               | Stadio                      | Superficie      |
| --------------- | --------- | ------------------------ | ------------------- | --------------------------- | --------------- |
| Kazakistan [1]  | 4–0       | Pakistan                 | Astana              | Beeline Arena               | Cemento (i)     |
| Monaco          | 2–3       | Portogallo [2]           | Roccabruna, Francia | Monte Carlo Country Club    | Terra rossa     |
| Uzbekistan      | 1–3       | Bosnia ed Erzegovina [3] | Taškent             | Olympic Tennis School       | Cemento (i)     |
| Colombia [4]    | 3–2       | Barbados                 | Ibagué              | Complejo de Raqueta         | Terra rossa     |
| Turchia [5]     | 5–0       | Messico                  | Istanbul            | Tenis Eskrim Dağcılık SK    | Cemento (i)     |
| Libano          | 0–4       | Perù [6]                 | Il Cairo, Egitto    | Smash Sporting Club         | Terra rossa     |
| Tunisia         | 3–2       | Ucraina [7]              | Tunisi              | Città olimpica di El Menzah | Cemento         |
| Ecuador [8]     | 3–1       | Uruguay                  | Salinas             | Salinas Golf y Tenis Club   | Cemento         |
| Romania [9]     | 1–3       | Bulgaria                 | Craiova             | Sala Polivalentă            | Cemento (i)     |
| India [10]      | 4–0       | Togo                     | Nuova Delhi         | DLTA Complex                | Cemento         |
| Grecia [11]     | 3–2       | Egitto                   | Atene               | Ace Tennis Club             | Terra rossa (i) |
| Lussemburgo     | 3–1       | Lituania [12]            | Lussemburgo         | Complesso d'Coque           | Cemento (i)     |
| Georgia         | 0–4       | Polonia [13]             | Tbilisi             | Tbilisi Sports Palace       | Cemento (i)     |

In neretto le squadre classificate, tra parentesi il n° di testa di serie.

## Gruppo Mondiale II

### Turno principale
Data: 12-14 settembre 2025
Le squadre ammesse al turno principale del Gruppo Mondiale II sono 26:
- 13 squadre sconfitte dal playoff del Gruppo Mondiale I 2025, disputatosi a gennaio-febbraio 2025
- 13 squadre vincitrici dal playoff del Gruppo Mondiale II 2025, disputatosi a gennaio-febbraio 2025

Le 13 squadre vincitrici giocheranno i playoff del Gruppo Mondiale I 2026, mentre le 13 squadre sconfitte parteciperanno ai playoff del Gruppo Mondiale II 2026.

### Play-off
Data: 31 gennaio - 2 febbraio 2025
Le squadre ammesse al playoff del Gruppo Mondiale II sono 26:
- 10 squadre con il ranking più basso tra le sconfitte del Gruppo Mondiale II 2024
- 12 squadre promosse dal Gruppo III
  - 3 dalla Zona Europa
  - 3 dalla Zona Asia/Oceania
  - 3 dalla Zona America
  - 3 dalla Zona Africa
- 4 squadre con il ranking più alto tra le non promosse delle rispettive zone del Gruppo III 2024

Le 13 squadre vincitrici avanzeranno al turno principale del Gruppo Mondiale II 2025, mentre le 13 squadre sconfitte giocheranno il Gruppo III 2025 nelle rispettive zone di appartenenza.
Tra parentesi la posizione occupata nella classifica a squadre di Coppa Davis il 18 settembre 2024.
Teste di serie
1. Lettonia (#T46)
2. Nuova Zelanda (#T46)
3. Irlanda (#52)
4. Marocco (#T54)
5. Sudafrica (#57)
6. El Salvador (#58)
7. Hong Kong (#59)
8. Estonia (#60)
9. Bolivia (#62)
10. Slovenia (#63)
11. Cina (#64)
12. Paraguay (#65)
13. Thailandia (#66)

Non teste di serie
- Rep. Dominicana (#67)
- Indonesia (#68)
- Cipro (#69)
- Giamaica (#70)
- Zimbabwe (#71)
- Namibia (#72)
- Venezuela (#73)
- Arabia Saudita (#74)
- Siria (#79)
- Moldavia (#80)
- Nigeria (#82)
- Benin (#T85)
- Montenegro (#92)

| Squadra di casa | Punteggio | Squadra ospite    | Luogo         | Stadio                                   | Superficie      |
| --------------- | --------- | ----------------- | ------------- | ---------------------------------------- | --------------- |
| Benin           | 3–2       | Lettonia [1]      | Cotonou       | Sofitel Marina Hotel                     | Cemento         |
| Giamaica        | 2–3       | Nuova Zelanda [2] | Kingston      | Eric Bell National Tennis Center         | Cemento         |
| Arabia Saudita  | 0–5       | Irlanda [3]       | Riad          | Net Tennis Academy                       | Cemento         |
| Zimbabwe        | 0–4       | Marocco [4]       | Harare        | Harare Sports Club                       | Cemento         |
| Sudafrica [5]   | 3–1       | Nigeria           | Pretoria      | Groenkloof Tennis Club                   | Cemento         |
| El Salvador [6] | 3–2       | Moldavia          | Santa Tecla   | Cancha Estadio Rafael Arévalo            | Cemento         |
| Namibia         | 2–3       | Hong Kong [7]     | Windhoek      | Central Tennis Club                      | Cemento         |
| Estonia [8]     | 4–0       | Venezuela         | Tallinn       | Forus Tennisecenter Tondi                | Cemento (i)     |
| Rep. Dominicana | 3–1       | Bolivia [9]       | Santo Domingo | Centro Nacional de Tenis Parque del Este | Cemento         |
| Slovenia [10]   | 4–0       | Indonesia         | Velenje       | Bela dvorana Velenje                     | Terra rossa (i) |
| Cina [11]       | 4–0       | Montenegro        | Zhuhai        | Hengqin International Tennis Center      | Cemento         |
| Paraguay [12]   | w/o       | Siria             | Asunción      | Club Internacional de Tenis              | Terra rossa     |
| Cipro           | 4–0       | Thailandia [13]   | Nicosia       | Nicosia Field Club                       | Terra rossa     |

In neretto le squadre classificate, tra parentesi il n° di testa di serie.

## Gruppo III
Le tre migliori squadre di ogni zona continentale saranno promosse ai play-off del Gruppo Mondiale II 2026, mentre le due ultime classificate verranno retrocesse nel Gruppo IV.

### Zona America
Data:  

Luogo:  

Superficie: 

#### Nazioni partecipanti
- Aruba
- Bermuda

- Costa Rica
- Honduras

- Porto Rico

### Zona Asia/Oceania
Data:  

Luogo:  

Superficie: 

#### Nazioni partecipanti
- Cambogia
- Iran

- Giordania
- Singapore

- Sri Lanka
- Vietnam

### Zona Europa
Data:  

Luogo:  

Superficie: 

#### Nazioni partecipanti
- Armenia

- Malta

- Macedonia del Nord

### Zona Africa
Data:  

Luogo:  

Superficie: 

#### Nazioni partecipanti
- Algeria

- Senegal

## Gruppo IV
Le due migliori squadre di ogni zona continentale saranno promosse al Gruppo III, mentre le due ultime classificate delle zone Asia/Oceania e Africa saranno retrocesse nel Gruppo V.

### Zona America
Data:  

Luogo:  

Superficie: 

#### Nazioni partecipanti
- Antigua e Barbuda
- Bahamas
- Cuba
- Guatemala

- Haiti
- Nicaragua
- Saint Lucia
- Panama

- Trinidad e Tobago
- Isole Vergini Americane

### Zona Asia/Oceania
Data:  

Luogo:  

Superficie: 

#### Nazioni partecipanti
- Iraq
- Kuwait
- Kirghizistan

- Birmania
- Nepal
- Comunità del Pacifico

- Filippine
- Qatar

### Zona Europa
Data:  

Luogo:  

Superficie: 

#### Nazioni partecipanti
- Albania
- Andorra
- Azerbaigian

- Islanda
- Kosovo
- Liechtenstein

- San Marino

#### Nazioni non attive
- Bielorussia (sospesa)

- Russia (sospesa)

### Zona Africa
Data:  

Luogo:  

Superficie: 

#### Nazioni partecipanti
- Angola
- Burundi

- RD del Congo
- Gabon

- Kenya
- Mauritius

## Gruppo V
Le due migliori squadre di ogni zona continentale saranno promosse al Gruppo IV 2025.

### Zona Asia/Oceania
Data:  

Luogo:  

Superficie: 

#### Nazioni partecipanti
- Bahrein
- Bangladesh
- Bhutan
- Brunei
- Guam
- Laos

- Macao
- Maldive
- Mongolia
- Birmania
- Nepal
- Isole Marianne Settentrionali

- Filippine
- Tagikistan
- Turkmenistan
- Emirati Arabi Uniti
- Yemen

#### Nazioni non attive
- Oman

### Zona Africa
Data:  

Luogo:  

Superficie: 

#### Nazioni partecipanti
- Botswana
- Cambogia
- Rep. del Congo
- Gibuti
- Etiopia

- Lesotho
- Libia
- Madagascar
- Mauritania
- Mozambico

- Ruanda
- Seychelles
- Sudan
- Tanzania
- Uganda

#### Nazioni non attive
- Burkina Faso

- Mali

- Zambia